# Bathyphantes tagalogensis
Bathyphantes tagalogensis är en spindelart som beskrevs av Alberto Barrion och James A. Litsinger 1995. Bathyphantes tagalogensis ingår i släktet Bathyphantes och familjen täckvävarspindlar.
Artens utbredningsområde är Filippinerna. Inga underarter finns listade.